# Gletsch
Gletsch est un hameau de la commune d'Obergoms (Conches-le-Haut) dans le canton du Valais en Suisse.

## Toponyme
Le nom du hameau vient de la proximité du glacier du Rhône (Gletscher qui signifie « glacier » en allemand). Il s'agit de la première localité qui borde le Rhône.

## Localisation
Gletsch a fait partie jusqu'en 2009 de la commune de Oberwald. À la suite des fusions à cette date, le hameau appartient à la commune de Obergoms (Conches-le-Haut) avec les villages de Oberwald, Obergesteln (Châtillon-le-Haut) et Ulrichen.

## Histoire
La haute vallée du Rhône était le secteur géographique le plus à l'est du département du Simplon entre 1810 et 1813 pendant la période napoléonienne.
La route du col de la Furka partant de Gletsch est ouverte en 1867, puis celle du col du Grimsel en 1894.

## Voies de communication

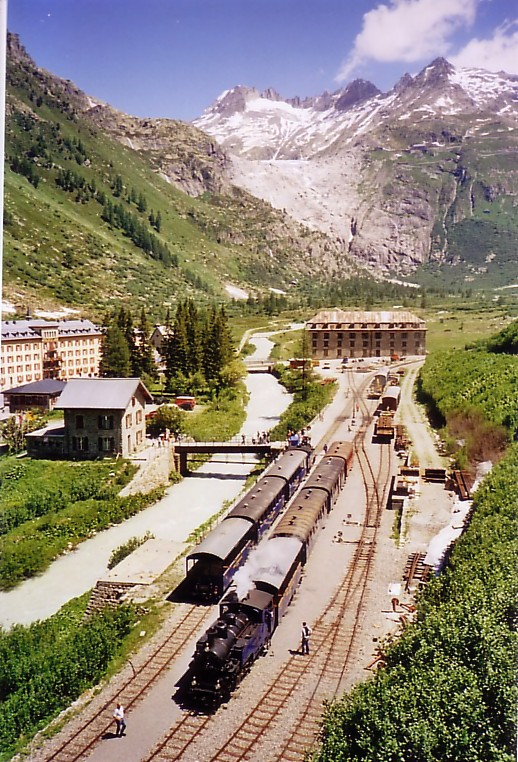
Gletsch et la gare de la ligne sommitale de la Furka.

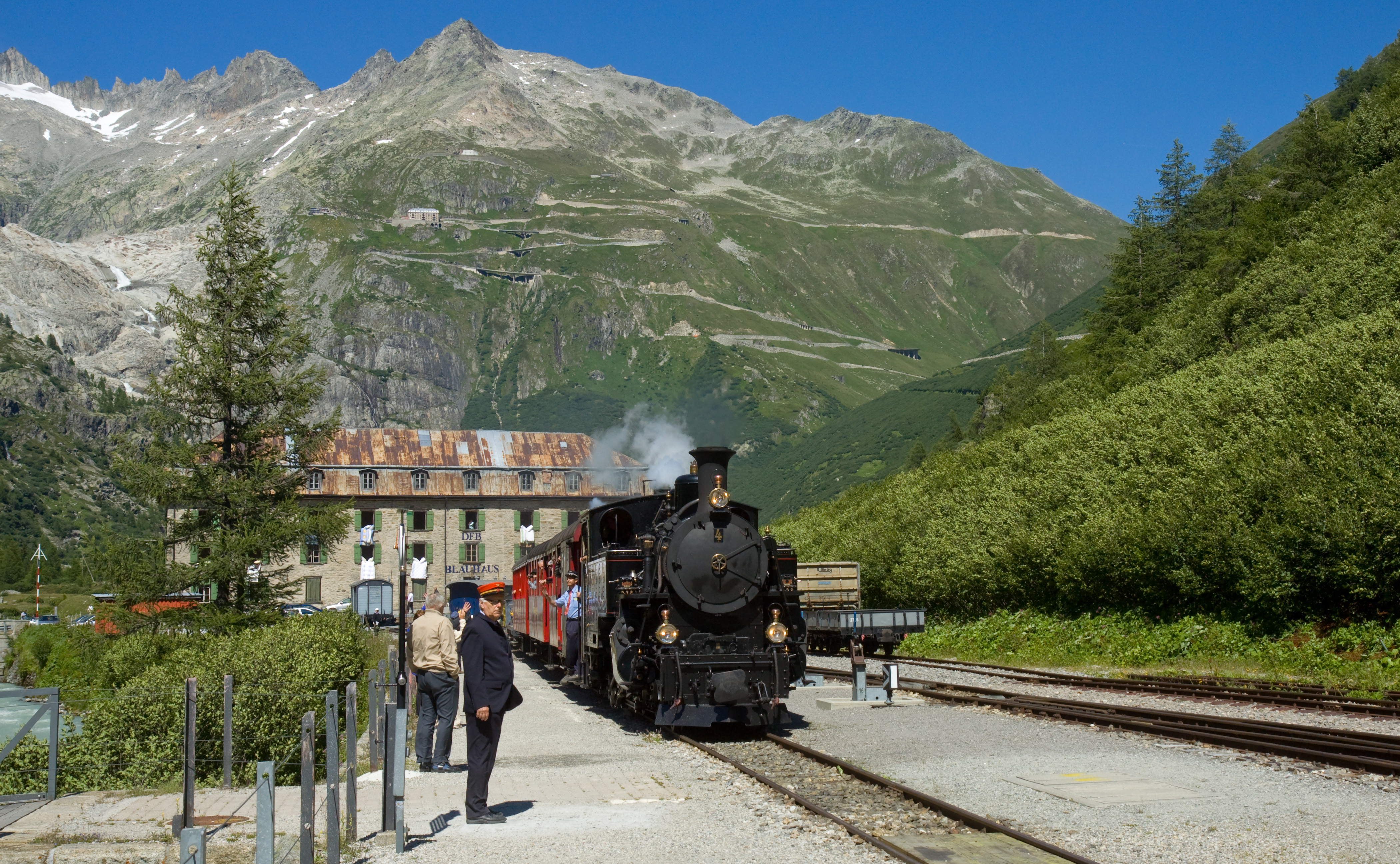
Une autre vue de la gare, ligne sommitale de la Furka.

Gletsch est le point de départ sur territoire valaisan pour les routes du col de la Furka (2429 m) et du col du Grimsel (2165 m), deux cols sur la ligne de partage des eaux entre le Rhin et le Rhône.
Gletsch était depuis 2001 et jusqu'en 2010 le terminus de la ligne sommitale de la Furka qui descend désormais jusqu'à Oberwald depuis la localité de Realp dans le canton d'Uri.